# Roberto Lovera
Roberto José Lovera Vidal, né le 14 novembre 1922 à Montevideo (Uruguay) et mort le 22 juin 2016 dans la même ville, est un ancien joueur uruguayen de basket-ball. 

## Palmarès
- 3e des Jeux olympiques 1952
- Champion d'Amérique du Sud 1943
- Finaliste du championnat d'Amérique du Sud 1945
- Champion d'Amérique du Sud 1947
- Champion d'Amérique du Sud 1949
- Champion d'Amérique du Sud 1953